# Столипинское сельское поселение
Столи́пинское се́льское поселе́ние — упразднённое муниципальное образование в составе Зубцовского района Тверской области, существовавшее в 2005 — 2022 годах.
Центр поселения — деревня Столипино.

## Географические данные
- Общая площадь: 197,1 км²
- Нахождение: северная часть Зубцовского района
  - Граничит:
    - на севере — со Старицким районом, Степуринское СП, Ново-Ямское СП и Корениченское СП
    - на востоке — с Ульяновским СП
    - на юге — с Погорельским СП
    - на юго-западе — с Зубцовским СП
    - на западе — с Ржевским районом, СП Успенское

Северо-западной границей поселения является река Волга, другие реки — Дёржа и Ржать.

## История
В составе Тверской губернии территория поселения входила в Зубцовский уезд. После ликвидации губерний в 1929 году территория поселения была поделена между Зубцовским и Погореловским районами, образованными в составе Западной области (центр — город Смоленск). В 1935 году оба района отошли к вновь образованной Калининской области. В 1960 Погорельский район упразднен, и вся территория поселения входит в Зубцовский район. В 1963 −1965 годах территория поселения входила в Ржевский район.
В середине XIX—начале XX века деревни поселения относились к Столыпинской и Салинской волостям Зубцовского уезда.
В 1994 году Столипинский и Салинский сельсоветы преобразованы в сельские округа.
Столипинское сельское поселение образовано в 2005 году, включило в себя территории Столипинского и Салинского сельских округов.
Законом Тверской области от 07.04.2022 № 9-ЗО муниципальное образование было упразднено с включением всех населённых пунктов в состав  Зубцовского муниципального округа.
Населенные пункты обслуживаются Столипинской территорией МАУ Развития территории Рубцовского муниципального округа 

## Население
На 01.01.2008 — 807 человек.

## Населенные пункты
На территории поселения находятся следующие населённые пункты:
| №  | Тип нп | Название      | Население (2008 год) |
| -- | ------ | ------------- | -------------------- |
| 1  | дер.   | Вашутино      | 8                    |
| 2  | дер.   | Заборово      | 1                    |
| 3  | дер.   | Колчеватики   | 2                    |
| 4  | дер.   | Лужки         | 4                    |
| 5  | дер.   | Мямлино       | 12                   |
| 6  | дер.   | Никифоровское | 137                  |
| 7  | дер.   | Новое         | 0                    |
| 8  | дер.   | Саблино       | 2                    |
| 9  | дер.   | Селиванцево   | 14                   |
| 10 | дер.   | Столипино     | 297                  |
| 11 | дер.   | Устье         | 0                    |
| 12 | дер.   | Шишкино       | 0                    |
| 13 | дер.   | Аболешево     | 74                   |
| 14 | дер.   | Аннино        | 2                    |
| 15 | дер.   | Быково        | 20                   |
| 16 | дер.   | Власьево      | 1                    |
| 17 | дер.   | Добрынино     | 5                    |
| 18 | дер.   | Дорофеево     | 0                    |
| 19 | дер.   | Желнино       | 4                    |
| 20 | дер.   | Калачево      | 16                   |
| 21 | дер.   | Митино        | 12                   |
| 22 | дер.   | Мишино        | 2                    |
| 23 | дер.   | Мотилово      | 15                   |
| 24 | дер.   | Плюснинское   | 4                    |
| 25 | дер.   | Пыльниково    | 0                    |
| 26 | дер.   | Салино        | 99                   |
| 27 | дер.   | Синицыно      | 20                   |
| 28 | дер.   | Ступино       | 31                   |
| 29 | дер.   | Черкуново     | 13                   |
| 30 | дер.   | Юрино         | 12                   |

### Бывшие населенные пункты
На территории поселения исчезли населенные пункты: Александровка, Васильевское, Подол, Пыталово, Сакулино, Степанково и другие.

## Известные люди
В деревне Мотилово родился лётчик, Герой Советского Союза Василий Михайлович Егоров.

 В бывшей деревне Новоалександровка родился Герой Советского Союза Иван Петрович Зайцев.

## Воинские захоронения
На территории поселения находятся братские могилы солдат Красной Армии, погибших во время Великой Отечественной войны.
Список воинских захоронений на территории Столипинского сельского поселения.
| № захоронения в ВМЦ | Место захоронения | Захоронено всего | Захоронено известных | Захоронено неизвестных |
| ------------------- | ----------------- | ---------------- | -------------------- | ---------------------- |
| 69-158              | Салино            | 39               | 39                   | 0                      |
| 69-160              | Синицыно          | 100              | 100                  | 0                      |